# 中川村 (新潟県北蒲原郡)
中川村（なかがわむら）は、かつて新潟県北蒲原郡にあった村。

## 沿革
- 1889年（明治22年）4月1日 - 町村制施行に伴い北蒲原郡草荷村、高山寺新村新田、釜杭新村新田、二本木新村新田、古川村、川尻村、押廻村、向中条村、住吉新村新田、高田新村新田が合併し、中川村が発足。
- 1901年（明治34年）11月1日 - 北蒲原郡加治村、上舘村、泉村と合併し、加治村を新設して消滅。